# Nátrium-aurotiomalát
A nátrium-aurotiomalát egy reuma ellen használt aranyvegyület.

## Orvosi felhasználása
Intramuszkuláris injekció formájában adják be hetente 1-2 alkalommal rheumatoid arthritis ellen. De hatékony tuberkulózis kezelésére is.

## Mellékhatások
Hányinger és hányás, kipirulás, ájulás, szédülés, palpitáció, légszomj, homályos látás, irritáció a beadás helyén, vesekárosodás, ízületi fájdalom. Ritkábban ínygyulladás, aplasztikus anémia, fekélyes bélhurut, nyelési nehézség, tüdőgyulladás, pulmonális fibrózis, kolesztatikus sárgaság, perifériás neuropátia, Guillain-Barre-szindróma, és fényérzékenység.

## Fordítás
Ez a szócikk részben vagy egészben  a   Sodium aurothiomalate című angol Wikipédia-szócikk ezen változatának fordításán alapul.  Az eredeti cikk szerkesztőit annak laptörténete sorolja fel. Ez a jelzés csupán a megfogalmazás eredetét és a szerzői jogokat jelzi, nem szolgál a cikkben szereplő információk forrásmegjelöléseként.